# Mięśnie (zespół muzyczny)
Mięśnie – polska grupa muzyczna, której twórczość wpisuje się w kanon współczesnej piosenki artystycznej, opierającej się na takich gatunkach muzycznych, jak funk, rock, punk, a nawet jazz. Sami twórcy określają się mianem post punk theatre funky group. Grupa prezentuje widowisko, będące połączeniem post-punkowego koncertu i kabaretu.
Grupa powstała w 2012 roku z inicjatywy aktora Jacka Belera i Radka Rutkowskiego (muzyka, bas). Od początku liderem, reżyserem, autorem tekstów i wokalistą był Jacek Beler. Oprócz założycieli w skład grupy weszli: wokalistka Natalia Sikora, perkusista Marek Kuczyński, gitarzysta Krzysztof Nowicki. Gościnnie występowali również trębacz Maurycy Idzikowski, puzonista Tomek Dworakowski i saksofonista Natan Kryszk.
Do niedawna zespół współtworzył również gitarzysta Wojciech Michalec (Cool Kids of Death).
26 maja 2014 zespół wydał swój debiutancki album nakładem Wytwórni Muzycznej MTJ. W skład albumu weszły jedynie w pełni autorskie utwory, jednakże zespół ma na swoim koncie także muzyczną aranżację utworu Wiesława Dymnego Nałęże. W ramach promocji albumu do utworu Adrenalina został zrealizowany teledysk.
Zespół występował na Festiwalu Dekonstrukcji Słowa w Częstochowie, w ramach Letniego Ogrodu Teatralnego w Katowicach, Festiwalu Konfrontacje Sztuki Kobiecej w Polskiej Filharmonii Sinfonia Baltica w Słupsku, Festiwalu Otwarta Ząbkowska w Warszawie i 320 metrów pod ziemią w Kopalni Guido w Zabrzu.
W 2014 zapewnili również oprawę muzyczną w Radiu RDC do słuchowiska na motywach fabularyzowanego reportażu Ziemowita Szczerka i wyreżyserowanego przez Pawła Łysaka Przyjdzie Mordor i nas zje, oraz w 2015 do słuchowiska Implozja w reżyserii Pawła Łysaka, na podstawie tekstu Małgorzaty Sikorskiej-Miszczuk przygotowanego przez Program 2 Polskiego Radia we współpracy z Teatrem Powszechnym w Warszawie z okazji festiwalu Otwarta Ząbkowska.

## Dyskografia
| Rok  | Tytuł                                       | Utwory |
| ---- | ------------------------------------------- | --- |
| 2014 | Mięśnie - Data: 26 maja 2014 - Wydawca: MTJ | - Papież - Adrenalina - Tak chyba nie - 4 pory - Racja - Mleko - Pin i zielony - Muzyka - Przelewanie - Kryminalna Ja - Śniadanie miszczuf - Smoła |